# Urum al-Kubra
Urum al-Kubra (Arabisch: أورم الكبرى; ook geschreven als Urem al-Kubra) is een Syrische stad in het noorden van het Aleppo-gouvernement. "Urum" betekent "Aram" in het Aramees: de oude benaming van Syrië.
De plaats is het administratieve centrum van het subdistrict Nahiya Urum al-Kubrah en ligt in het district Atarib. 
Bij de volkstelling van 2004 had de stad 5391 inwoners.
De plaats is gelegen aan de weg nr. 60 van Aleppo naar Idlib.